# Aptonella violacea
Aptonella violacea är en mossdjursart som beskrevs av Ferdinand Canu och Ray Smith Bassler 1928. Aptonella violacea ingår i släktet Aptonella och familjen Gigantoporidae. Inga underarter finns listade i Catalogue of Life.